# Per Hyberg
Per Einar Hyberg, född den 30 juli 1945 i Västerås församling i Västmanlands län, är en svensk teknologie doktor och forskningschef.

## Biografi
Hyberg tog civilingenjörexamen vid Lunds tekniska högskola 1970. Han var ingenjör vid Standard Radio & Telefon AB 1970–1971. Åren 1971–1985 tjänstgjorde han vid Försvarets forskningsanstalt (FOA), från 1980 som sektionschef och laborator. Han var 1985–1987 sektionschef i Flygelektrobyrån i Huvudavdelningen för flygmateriel vid Försvarets materielverk. Han utsågs till forskningschef 1987 och tjänstgjorde åren 1987–1993 åter vid FOA. Därefter var han verksam vid Försvarshögskolan samt avlade teknologie licentiat-examen 2001 och teknologie doktor-examen 2005 vid Kungliga Tekniska högskolan.
Per Hyberg invaldes 1987 som ledamot av Kungliga Krigsvetenskapsakademien.